# Baumhaus-Projekt

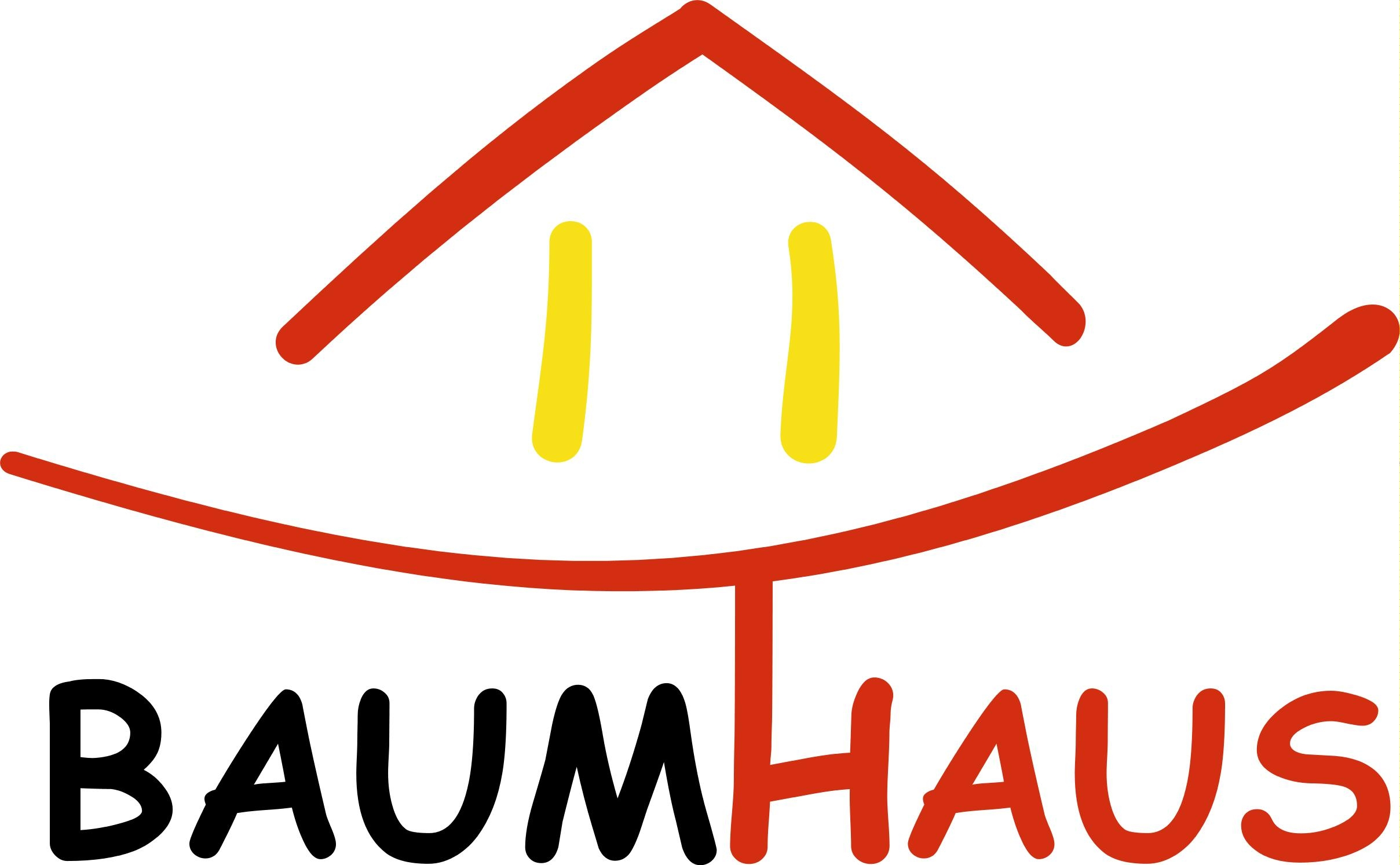
BaumHaus-Logo

Baumhaus ist ein 2007 von der deutsch-chinesischen Kauffrau Wei Qian und dem Hochschullehrer Peter Jochimsen gegründetes soziales Bildungsprojekt, das jährlich junge Freiwillige ins Ausland entsendet, die dort Entwicklungshilfe leisten. Es nimmt am weltwärts-Programm der deutschen Bundesregierung teil, ist Teil der Peter-Jochimsen-Stiftung und wird wissenschaftlich begleitet. Sitz und Gründungsort ist Eckernförde.

## Geschichte
Im Jahr 2008 13 Freiwillige ein Jahr lang in die chinesische Provinz Yunnan. Im dortigen Autonomen Bezirk Nujiang der Lisu unterrichteten sie Englisch an Grund- und Mittelschulen. Des Weiteren assistierten sie der Schulleitung und es wurden Projekte, wie zum Beispiel das Patenschaftsprojekt BTAC (Because They Are Children) und das Kleiderprojekt, geschaffen, die die Lebensverhältnisse der oft armen Schüler und deren Familien bessern sollten.
Im Jahr 2009 wurde die Zahl der Freiwilligen in der Volksrepublik China auf 23 erhöht sowie eine Ausweitung des Projekts auf Brasilien vorgenommen. Dort arbeiteten fünf Freiwillige an sozialen Projekten mit. Schon 2010 arbeiteten 23 wieder in Yunnan und sechs weitere waren an Schulen und Universitäten in und rund um Qingdao tätig. In dieser Generation wurde das Hygieneprojekt gegründet.
Die drei bisher bestehenden Projekte wurden dann von der 4. Generation 2011/12 fortgeführt und das vierte Projekt, "Slumkids", gegründet. Die Freiwilligen stellten die ersten zwei Altkleidercontainer der Region auf und schulten 19 Straßenkinder ein. Ihre 31 Nachfolger, die in allen vier Kreisen des Autonomen Bezirks Englisch unterrichteten, stellten zwei weitere Container auf und zogen durch Filme, wie durch den von China Radio International, große Aufmerksamkeit innerhalb Chinas auf das Projekt. Am 4. September 2013 startete die 6. Generation Freiwilliger ins Ausland. Neben den insgesamt 33 Freiwilligen für China gingen noch sechs weitere erstmals nach Peru. In der 7. Generation, die ihren Dienst am 4. September 2014 startete, wurden insgesamt 42 Freiwillige entsendet. 16 davon gehen in die Provinz Yunnan, und erstmals werden zehn Freiwillige in die Provinz Sichuan und acht in die Provinz Jiangxi fahren. Acht weitere Freiwillige sind erneut in Peru tätig.

## Ziele
Das Ziel des Projekts ist zum einen die nachhaltige Entwicklung der Einsatzregion der Freiwilligen, andererseits die persönliche Weiterentwicklung der Freiwilligen selbst. Diese Ziele sollen durch die selbständige Organisation von sozialen Projekten und das Halten von Englischunterricht in einem fremden Land erreicht werden. Die Freiwilligen entwickeln sich in diesen Herausforderungen weiter und kommen nach einem Jahr als interkulturell gebildete Erwachsene zurück nach Deutschland.

### Projektziele
In den Ländern der Dritten Welt sowie in den Schwellenländern gibt es viele Familien, für die die Ausbildung ihrer Kinder vor allem Kosten verursacht. Selbst wenn die staatlichen Schulen teilweise kostenlos sind, fehlt den Familien oft das Geld für Schuluniformen, Lernmaterial und Verpflegung. Das Baumhaus-Projekt unterstützt die Schulbildung und soziale Integration von benachteiligten Kindern. In zwei Projekten suchen sie ideelle Paten, die arme Kinder ohne Zugang zu (guter) Bildung finanziell unterstützen. Außerdem helfen sie durch humanitäre Projekte, die Hygiene und Gesundheit sowie die materielle Not ein wenig zu lindern.

### Persönliche Entwicklung
Die Freiwilligen des Baumhaus-Projektes erhalten durch ihre Mitarbeit die Gelegenheit, komplexe soziale Missstände in armen Regionen der Welt kennenzulernen und besser einzuordnen, ein größeres Maß an Verantwortungsbewusstsein zu entwickeln, in kleinen, vorsichtigen Schritten positive Veränderungen zu bewirken und in der interkulturellen Aktion ihre eigene persönliche Entwicklung zu bereichern.

## Projekte

### Slumkids
Die Armut in den Bergen Nujiangs ist sehr groß. An den steilen Hängen ist es schwer Ackerbau zu betreiben. Der Hunger treibt die Menschen aus ihren Heimatdörfern und drängt sie in die Städte im Tal oder sogar nach Myanmar. In der Großgemeinde Liuku, dem Sitz der Bezirksregierung, ließen sie sich vor einigen Jahren in kleinen slumähnlichen Siedlungen am Ortsrand nieder und sammeln Plastikflaschen, um vom Pfand zu leben. Sie gehören der ethnischen Minderheit der Lisu an, die in ihrem Autonomen Bezirk fast die Hälfte der Bevölkerung stellt. Sie sprechen kein Chinesisch und ihre Vorfahren wurden einst zum Christentum missioniert. Sie leben am Rande der Gesellschaft und ihre Kinder helfen ihnen beim Müllsammeln, anstatt zur Schule zu gehen.
Als die Freiwilligen dieses Problem erkannten, bauten sie eine enge Beziehung zu den Familien auf und überzeugten sie, die Kinder mit einer finanziellen Unterstützung von deutschen Paten zur Schule zu schicken. In jährlichen Sommerschulen bereiten die Freiwilligen die kleinen Kinder auf die Schule vor oder geben Nachhilfe für die bereits eingeschulten Kinder. Die Kinder sind sehr glücklich nun zur Schule gehen zu können und belohnen das Engagement der Freiwilligen mit guten Noten.
Nun bleibt es den Freiwilligen noch die Kinder zu legalisieren. Wegen der Ein-Kind-Politik (die für die Lisu keine Gültigkeit hat) und der hohen Kinderzahl pro Familie fürchten sich die Eltern ihre Kinder anzumelden. Sie haben keinen Eintrag im Hukou, dem wichtigen Familienregister und existieren so im Prinzip nicht. Doch die Freiwilligen arbeiten daran, dies zu ändern und ihre Armut auch mit den weiteren Projekten zu lindern.

### Kleiderprojekt
Die Freiwilligen sammeln Kleidung in den Orten des Tals. In Straßen-, Schul- und Wohnviertelsammlungen bekommen sie von der wohlhabenderen Bevölkerungen viele Spenden, sortieren diese und fahren dann an die Bergschulen oder in die Bergdörfern und geben die Kleidung den bedürftigsten Kinder bzw. Familien.
Um die Sammelmenge zu erhöhen, stellten sie mit Genehmigung der lokalen Regierung Altkleidercontainer in verschiedenen Orten Nujiangs auf. Bürger in ganz China wurden darauf aufmerksam und wollen nun auch Kleidung sammeln und Container aufstellen. Damit erreicht Baumhaus ein weiteres Ziel, nämlich der Bevölkerung zu zeigen, dass Helfen Spaß macht. Das Projekt ist somit ein Katalysator für das soziale Engagement der Chinesen für den armen Teil ihrer Bevölkerung.

### Hygieneprojekt
Ein großes Problem der Menschen, die ein einfaches Leben in den Bergdörfern Nujiangs leben, ist die schlechte Hygiene-Situation. Sie leben in schmutzigen undichten Hütten ohne jeglichen Zugang zu Hygieneartikeln oder Medizin. Selbst einfache Hygiene wie das tägliche Zähneputzen oder Händewaschen wird hier missachtet.
Deswegen stellten die Freiwilligen in verschiedenen Supermärkten in den Orten im Tal Spendenboxen auf, in welche die Kunden Zahnbürsten, Zahncreme und Seife spenden können. Mit diesem Material unterrichten die Freiwilligen die Kinder der Bergdörfer, wie man sich richtig die Zähne putzt, die Hände und das Gesicht wäscht. Außerdem erklären sie anschaulich, warum diese Hygiene so wichtig ist. Mit diesen einfachen Methoden und den Spendengeschenken versuchen die Freiwilligen die Gesundheit der Kinder nachhaltig zu verbessern.

### Sparks – Hoffnungsfunken vom Nujiang-Tal
Sparks ist der Nachfolger des Projekts BTAC – Because they are Children. Um die Chance auf eine gute Karriere zu haben, muss man in China studieren – und das am besten an einer guten Universität. Um dies zu unterstützen, wählen die Freiwilligen bedürftige und motivierte Schüler aus, bauen eine gute Freundschaft zu ihnen auf und suchen dann bei Interesse einen oder mehrere ideelle Paten, die dann das Studium dieses Kindes finanzieren. Die Freiwilligen unterstützen das Kind mit einer kostenlosen Nachhilfe in Englisch und organisieren einen Briefaustausch zwischen Paten und Patenkind. Langfristiges Ziel ist es, dass der Schüler eine erfolgreiche Karriere hat und später seiner ethnischen Minderheit, Heimat und dem Baumhaus-Projekt unter die Arme greifen kann.

## Finanzierung
Finanziert wird das Projekt von „weltwärts“, dem entwicklungspolitischen Freiwilligendienst des Bundesministeriums für wirtschaftliche Zusammenarbeit und Entwicklung, von Jugend im Ausland, einer Kooperation des Arbeiter-Samariter-Bundes Schleswig-Holstein (ASB) und des Vereins für Kinder-, Jugend- und Soziale Hilfen e.V. (KJSH) sowie von der Peter Jochimsen Stiftung.